# Floris van der Putt
Floris Lodewijk (Louis) van der Putt (Stratum, 21 november 1915 – Lieshout, 23 maart 1990) was een Nederlandse priester en componist van volksliederen en kerkmuziek.

## Levensloop
Van der Putt kreeg zijn muzikale vorming van dr. Willem Kerssemakers en van prof. dr. Albert Smijers, directeur van de afdeling kerkmuziek op het conservatorium van de Katholieke Leergangen te Tilburg. Hij studeerde orgel bij Flor Peeters.
In de eerste dagen van de Duitse bezetting, op 18 mei 1940, werd hij priester gewijd. Al direct daarna volgde zijn benoeming tot muziekleraar op het seminarie Beekvliet als opvolger van zijn oud-leraar Kerssemakers. Daar richtte hij het Beekvliets schoolorkest op. 
Medio 1954 volgde op verzoek van Mgr. Wilhelmus Mutsaerts zijn aanstelling als rector cantus van de Schola Cantorum van de Sint-Janskathedraal in 's-Hertogenbosch; waar hij de algehele leiding krijgt over het koor met inbegrip van de jongensopleiding. Na het afscheid van Frans van Amelsvoort enkele maanden later komt daar ook de polyfonie bij.
Met ingang van 21 februari 1965 werd hij pastoor van de Servatiusparochie te Lieshout, waar hij na zijn emeritaat op 15 oktober 1982 is blijven wonen. 
Na een maandenlang ziekteproces overleed hij op 23 maart 1990. Enkele weken daarvoor was hij ereprelaat van de paus geworden.

## Persoonlijk
Van der Putt was een zoon van burgemeester Harry van der Putt en zijn zus Willy was beeldhouwster.

## Componist aan het seminarie
Naast dirigent, organist en leraar is Floris van der Putt altijd componist geweest. Bijna al zijn composities zijn ontstaan naar aanleiding van een gelegenheid, een opdracht, een verzoek of vanuit een geconstateerde behoefte. In Beekvliet ontmoette hij Harrie Beex (1914-1997), die hem zijn leven lang teksten bleef leveren om op muziek te zetten  Hij schreef composities voor het seminarieleven, zowel gelegenheidsliederen (zoals het schoollied Beekvliet, hou stroom!), als liturgische muziek (gezangen op Latijnse tekst, zoals gezangen voor het lof en motetten voor de Goede week). Meest bekend is het proprium voor het feest van Maria Onbevlekte Ontvangenis, Gaudens gaudebo, dat op 8 december 1945 zijn première beleefde met student Maurice Pirenne aan het orgel.

## Volksliederen
De volksliederen van Floris van der Putt behoren tot het algemene cultuurbezit van Nederland. Deze liederen op teksten van Harrie Beex zijn merendeels geschreven voor de cultuurvereniging Brabantia Nostra, die achttien ervan bundelde in een geel boekje ‘Den Brembos’ (1950, een eerste versie verscheen in 1947) overigens zonder vermelding van de namen van tekstdichter en componist. Zo wilden de makers de suggestie wekken, dat het hier volksliedjes uit een ver verleden betrof; nog steeds veronderstellen mensen dat ze eeuwenoud zijn. Sommige liederen zijn klassiekers geworden en kregen een plaats in de bundel Nederlands Volkslied van Jop Pollmann en Piet Tiggers, zoals Toen den hertog Jan kwam varen en Dubbele Jan.  Ook het carnavalslied voor Oeteldonk Houdt Oeteldonk dan eeuwig jong is van zijn hand.

## Muziek voor de volkstaalliturgie
In het midden van de zestiger jaren heeft de volkstaal haar intrede in de liturgie gedaan. Van der Putt begon toen aan een oeuvre van Nederlandstalige gezangen voor de liturgie. 
In opdracht van  de Nationale Raad voor Liturgie schreef hij voor de Nederlandse editie van het Altaarmissaal (1978) acclamaties en recitatieven. Een honderdtal prefaties zette hij op muziek en later, tussen 1986 en 1988, - op initiatief van de Nederlandse Sint-Gregoriusvereniging (NSGV) - de  lijdensverhalen van de vier evangelisten.  
Tijdens de uitvaart van bisschop Bekkers op 14 mei 1966 klonk voor het eerst zijn antifoon: Niemand leeft voor zichzelf, op de tekst van Huub Oosterhuis een liturgisch-muzikaal kleinood dat min of meer model staat voor veel composities van zijn hand. Hij schreef twee Nederlandse misordinaria: de Servaas-mis (Annie Bank, 1965) en de Markus-mis (Gooi en Sticht, 1966). Hij heeft reeksen gezangen gecomponeerd voor het bisdom 's-Hertogenbosch, zoals voor het zilveren priesterfeest van bisschop Johannes Bluyssen, uitgegeven in de partituur In vuur en vlam (Annie Bank, 1975), de Sint-Jansliederen (niet uitgegeven, 1977), de liederen Standvastig lied en Wij hebben voor u gebeden ter gelegenheid van het afscheid van genoemde bisschop in 1984.
De uitgeverij Gooi en Sticht en de NSGV gaven hem regelmatig opdrachten voor nieuwe composities. Deze hebben hun weg gevonden in de Muziekbladen van het Praktijkschrift voor liturgie en liturgische muziek Continuo, dat in 1989 zijn allerlaatste compositie opnam: het Willibrordlied op een tekst van Jan Duin.

## Gedenkjaar 2015
Op initiatief van de Nederlandse Sint-Gregoriusvereniging, afdeling 's-Hertogenbosch, werd in november 2015 de 100-ste geboortedag herdacht. Er is ook een biografie met als titel Maar één ging er zingen verschenen van de hand van em. prof. dr. Anton Vernooij, uitgegeven door Berne Media, ISBN 978 90 8972 0 986.
- Gemeinsame Normdatei: 1101354682
- International Standard Name Identifier: 0000 0003 9091 6612
- Library of Congress Control Number: n2017002012
- Nederlandse Thesaurus van Auteursnamen: 06903933X
- Virtual International Authority File: 284632803
- WorldCat: E39PBJcKMBtxCbgXgpVP8cpF8C